# Anpara
Anpara là một thị trấn thống kê (census town) của quận Sonbhadra thuộc bang Uttar Pradesh, Ấn Độ.

## Nhân khẩu
Theo điều tra dân số năm 2001 của Ấn Độ, Anpara có dân số 22.385 người. Phái nam chiếm 55% tổng số dân và phái nữ chiếm 45%. Anpara có tỷ lệ 71% biết đọc biết viết, cao hơn tỷ lệ trung bình toàn quốc là 59,5%: tỷ lệ cho phái nam là 77%, và tỷ lệ cho phái nữ là 63%. Tại Anpara, 14% dân số nhỏ hơn 6 tuổi.